# Elif Ekşi
Elif Ekşi (21 de marzo de 1967) es una deportista turca que compitió en tiro con arco, en la modalidad de arco recurvo. Ganó una medalla de plata en el Campeonato Mundial de Tiro con Arco al Aire Libre de 1995 y dos medallas de bronce en el Campeonato Europeo de Tiro con Arco al Aire Libre, en los años 1990 y 1994.

## Palmarés internacional
| Campeonato Mundial al Aire Libre | Campeonato Mundial al Aire Libre | Campeonato Mundial al Aire Libre | Campeonato Mundial al Aire Libre |
| Año                              | Lugar                            | Medalla                          | Prueba                           |
| -------------------------------- | -------------------------------- | -------------------------------- | -------------------------------- |
| 1995                             | Yakarta (Indonesia)              | Medalla de plata                 | Equipo                           |
| Campeonato Europeo al Aire Libre |                                  |                                  |                                  |
| Año                              | Lugar                            | Medalla                          | Prueba                           |
| 1990                             | Barcelona (España)               | Medalla de bronce                | Equipo                           |
| 1994                             | Nymburk (República Checa)        | Medalla de bronce                | Equipo                           |